# 아랍 민족주의

오스만 제국에 대항한 아랍 반란의 기. 범아랍색은 아랍권의 국기 디자인에 영향을 주었다.

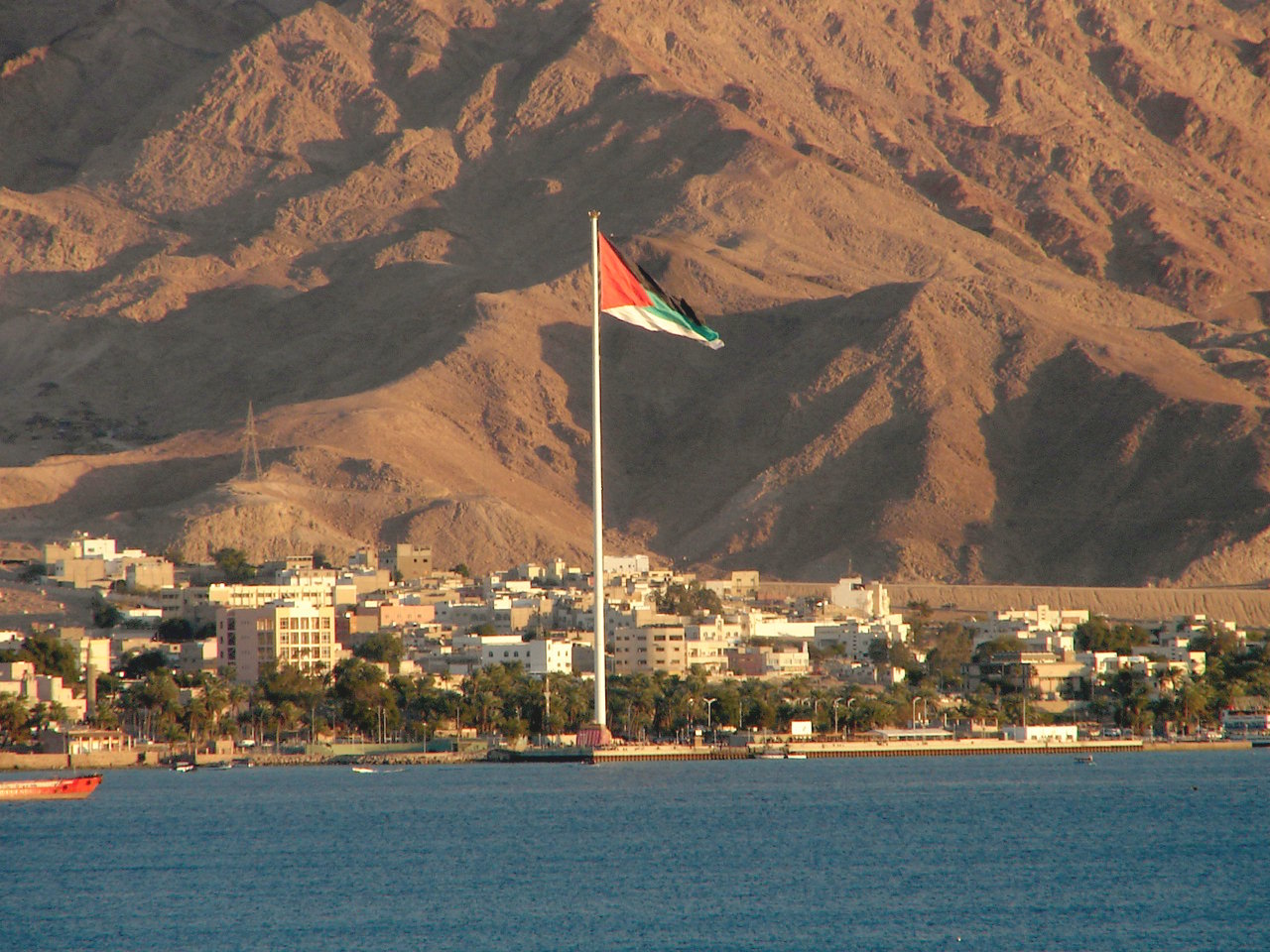
요르단의 아크바에 위치한 아크바 국기게양대는 세계에서 6번째로 긴 국기계양대이다.

아랍 민족주의(아랍어: القومية العربية 알카우미야 알아라비야[*])는 아랍인들이 한 민족임을 주장하고 아랍인들의 통합을 목표로 하는 민족주의 이데올로기로, 아랍 문화와 아랍어 그리고 아랍 문학에 대해 칭송하고, 아랍권의 부흥과 정치적 통합을 주창한다. 아랍 민족주의는 대서양부터 인도양까지 이어진 아랍권의 사람들이 공통된 민족, 언어, 문화, 역사, 정체성, 지리, 그리고 정치로 묶인 하나의 국가를 결성하는 것이 주요 전제이다. 아랍 민족주의의 주요한 목표에는 아랍권에서 서구의 영향을 끝내는 것으로, 서구권을 아랍권의 적으로 보고, 서구에 의존적이라고 생각되는 아랍 정부들을 제거하는 것도 아랍 민족주의의 목표이다. 20세기 초 오스만 제국의 해체와 분할 이후 중요한 이념으로 대두한 아랍 민족주의는 아랍군이 6일 전쟁에서 패배한 이후 쇠퇴하였다.
아랍 민족주의와 연계된 인물과 단체로는 이라크 왕국의 파이살 1세, 이집트의 대통령 가말 압델 나세르, 아랍 민족주의 운동, 리비아의 지도자 무아마르 카다피, 팔레스타인 해방 기구, 이라크와 시리아의 정당 바트당, 그리고 바트당의 창시자 미셸 아플라크가 있다. 범아랍주의는 아랍 민족주의와 연계된 개념으로, 아랍 연맹의 회원국가들 사이에서 초국가적인 공동체주의로 수용되고 있다.

## 같이 보기
- 아랍 사회주의
- 나세르주의
- 바트주의